# Гаїчка-пухляк

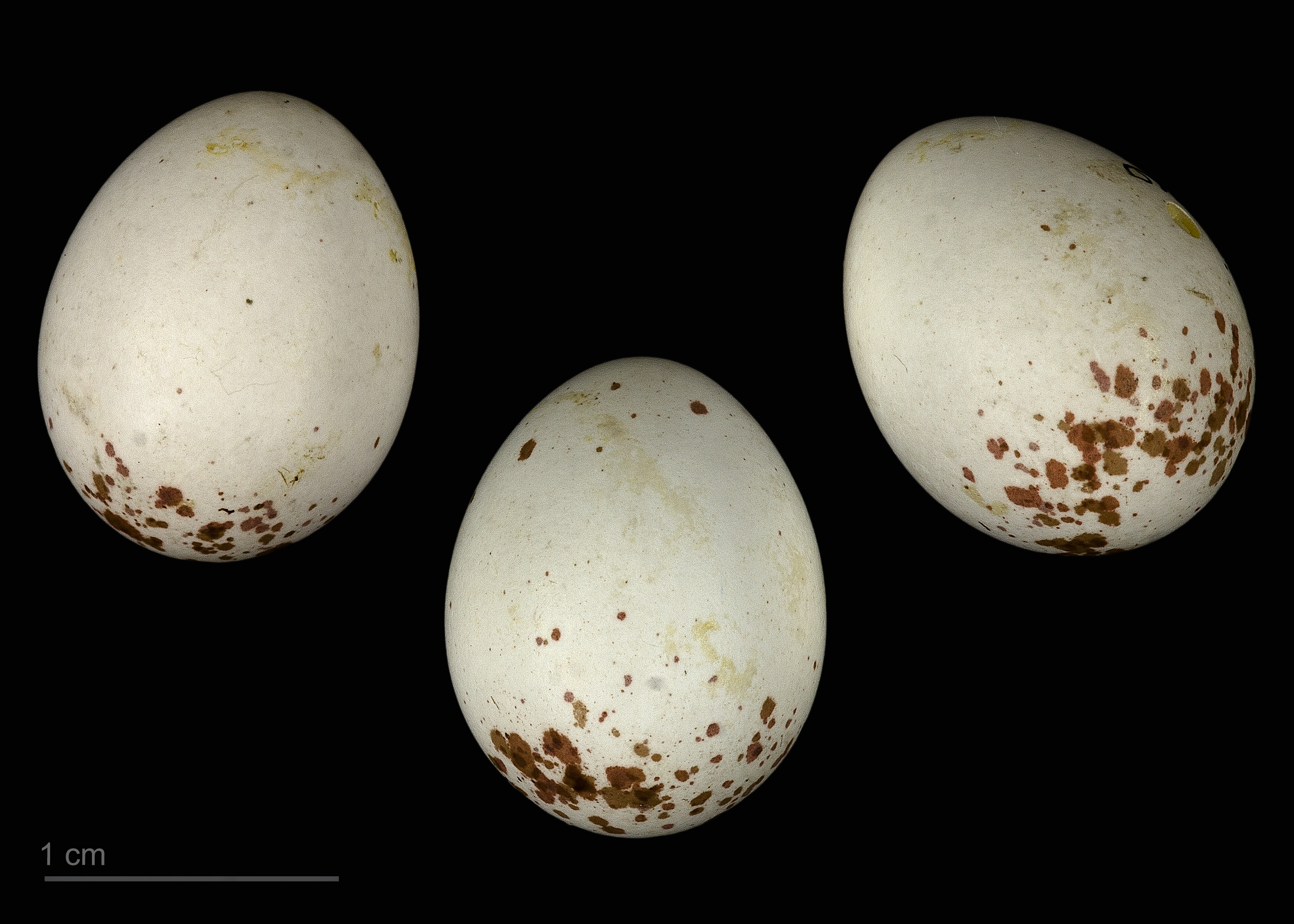
яйце Poecile montanus borealis - Тулузький музей

Гаїчка-пухляк або гаїчка чорноголова (Poecile montanus, раніше — Parus montanus) — невеликий птах родини синицевих (Paridae). Мешканець хвойних лісів Євразії. В Україні осілий, кочовий вид. Охороняється Бернською конвенцією.

## Систематика та таксономія
Перший науковий опис виду під назвою  Parus cinereus montanus був здійснений шведським натуралістом Томасом Конрадом фон Балденштейном у 1827 році. До недавнього часу гаїчку-пухляка відносили до роду Синиця (Parus). На основі останніх досліджень гаїчку-пухляка виділяють до іншого роду — Poecile. Остання класифікація знайшла відображення у авторитетних джерелах, зокрема у виданні «Handbook of the Birds of the World»
Виділяють 14 підвидів гаїчки-пухляка:
- P. m. affinis Przevalski, 1876;
- P. m. anadyrensis Belopolski, 1932;
- P. m. baicalensis Swinhoe, 1871;
- P. m. borealis Sélys-Longchamps, 1843;
- P. m. kamtschatkensis Bonaparte, 1850;
- P. m. kleinschmidti Hellmayr, 1900;
- P. m. montanus Conrad von Baldenstein, 1827;
- P. m. restrictus Hellmayr, 1900;
- P. m. rhenanus Kleinschmidt, 1900;
- P. m. sachalinensis Lönnberg, 1908;
- P. m. salicarius C.L. Brehm, 1831;
- P. m. songarus Severtsov, 1873;
- P. m. uralensis Grote, 1927;
- P. m. stoetzneri Kleinschmidt, 1921;
- P. m. weigoldicus Kleinschmidt, 1921.

## Опис

### Морфологічні ознаки
Маса тіла 9-12 г. Довжина тіла близько 12 см. У дорослого птаха верх голови і горло бурувато-чорні; щоки і боки шиї білі; спина, плечові пера, поперек, надхвістя і покривні пера верху крил бурувато-сірі; низ білуватий, на боках тулуба і череві сірувато-вохристий відтінок; на складеному крилі на другорядних махових перах білувата пляма; махові і стернові пера бурі; дзьоб сірувато-чорний; ноги сірувато-бурі. Молодий птах схожий на дорослого, але верх голови і горло бурі.
Від болотяної гаїчки відрізняється більшою чорною плямою на горлі, білуватою плямою на другорядних махових перах на складеному крилі та відсутністю металічного полиску на голові, але достовірно — лише покликом.

### Голос
Вокальний репертуар гаїчки-пухляка не такий різноманітний, як у близького виду — болотяної гаїчки. Пісня — мелодійне швидке «ті — ті — ті — ті — ті», поклик — різке «джіі — джіі» або «ціі — ціі — ціі».

## Поширення
Ареал охоплює зону лісів Євразії на схід від Великої Британії і центральних районів Франції до узбережжя Тихого океану й Японських островів. На півночі зустрічається до межі деревної рослинності, досягаючи лісотундри — в Скандинавії і Фінляндії до 69—70° пн. ш., європейській частині Росії та Західному Сибіру до Єнісею до 68° пн. ш., далі на схід — до 66-ї паралелі.
На півдні досягає смуги лісостепу і в окремих випадках степу. У Франції зустрічається до 46° пн. ш., у центральній Європі до південної межі Альп, Балканських, Родопських гір та південних меж Карпат. В Україні південна межа ареалу проходить південніше Волино-Подільської височини, через Київську, Полтавську і Харківську області. У Росії через Воронезьку, Пензенську, Саратовську, Самарську та Оренбурзьку. Далі на схід межа ареалу проходить через Казахстан в районі 52-ї паралелі, Каркаралінськ і хребет Саур, далі Монгольський і Гобійський Алтай, Сахалін, Хоккайдо, Хонсю і можливо північні Курильські острови.
В Україні поширена в лісовій та лісостеповій смузі. Під час зимових кочівель трапляється в лісах і парках Дніпропетровщини, Запорізького Придніпров'я та Приазов'я.

## Чисельність
Чисельність в Європі оцінена в 24—42 млн пар, в Україні — 170–210 тис. пар. Чисельність має тенденцію до повільного скорочення.

## Місця існування
Населяє переважно хвойні та мішані ліси тайгового типу. Типовими місцями існування є сосонові бори, сосняки з домішками різних листяних порід, ялинові та ялиново-листяні ліси зі старими деревами й трухлявими пеньками. У мішаних лісах обирає ділянки з переважанням сосен або ялин. Зрідка оселяється поблизу людини, інколи гніздиться у великих лісопарках.

## Гніздування
Осілий птах. Гніздиться окремими парами в дуплах, які зазвичай видовбує у гнилих пеньках, обламаних сухих або трухлявих стовбурах дерев на висоті 0,5-1,5 м. Рідше використовує готові порожнини, але завжди розчищає та поглиблює їх. Діаметр льотка не перевищує 25-35 мм. Гніздо влаштовує з різноманітного матеріалу — з луб'яних волокон, шматочків трухлявої деревини, моху, стебел сухих трав, з лусочок соснових бруньок. Для висилки використовує шерсть та волосся тварин, додаючи до них рослинний пух, павутиння. У виключних випадках для будівництва гнізда використовує дуже мало матеріалу або взагалі обходиться без нього — тоді в гнізді не буває нічого, крім трухлого дерева.
Кладка складається з 6-9 (зазвичай 7-8), зрідка з 5 або 10 яєць. Шкаралупа блискуча, молочно-біла, вкрита нещільними або більш густими поверхневими плямами іржаво-коричневого кольору, що часто утворює біля тупого кінця віночок. Глибокі плями мають червонувато-фіолетовий відтінок. Середні розміри яєць 15,81×12,37 мм.
Пари утворюються взимку у перший рік життя і, як правило, зберігаються, поки один з партнерів не загине. Відкладання яєць відбувається у різних регіонах від початку квітня до початку травня. Протягом року один виводок, але інколи буває і два. Насиджує самка протягом 14-15 діб. Пташенята стають здатними до польоту через 17-20 діб.

## Живлення
Живиться дрібними безхребетними та їх личинками. Влітку раціон дорослих птахів приблизно порівну складається з тваринних і рослинних кормів, тоді як взимку рослинна їжа складає до трьох чвертей раціону. Серед рослинної їжі споживають головним чином насіння хвойних дерев — сосни, ялини, ялівцю. Молодих птахів вигодовують гусеницями метеликів, павуками та личинками пильщиків із наступним додаванням рослинних кормів. Дорослі особини у великій кількості споживають павуків, дрібних жуків (особливо довгоносиків), метеликів на всіх стадіях розвитку, рівнокрилих, перетинчастокрилих та двокрилих.

## Охорона
Вид занесений до Додатку ІІ Бернської конвенції (охоронна категорія: підлягає особливій охороні).